# Partito Laburista di Barbados
Il Partito Laburista di Barbados (in inglese Barbados Labour Party) è un partito politico barbadiano di orientamento socialdemocratico e repubblicano fondato nel 1938.

## Risultati elettorali
| Elezione      | Voti    | Seggi   |
| ------------- | ------- | ------- |
| Generali 1948 | 14 287  | 12 / 24 |
| Generali 1948 | 14 287  | 12 / 24 |
| Generali 1951 | 53 321  | 15 / 24 |
| Generali 1956 | 48 667  | 15 / 24 |
| Generali 1961 | 40 096  | 5 / 24  |
| Generali 1966 | 47 610  | 8 / 24  |
| Generali 1971 | 39 376  | 6 / 24  |
| Generali 1976 | 51 948  | 17 / 24 |
| Generali 1981 | 61 883  | 17 / 27 |
| Generali 1986 | 54 367  | 3 / 27  |
| Generali 1991 | 51 789  | 10 / 28 |
| Generali 1994 | 60 504  | 19 / 28 |
| Generali 1999 | 83 445  | 26 / 28 |
| Generali 2003 | 69 294  | 23 / 30 |
| Generali 2008 | 69 720  | 10 / 30 |
| Generali 2013 | 74 121  | 14 / 30 |
| Generali 2018 | 112 955 | 30 / 30 |
| Generali 2022 | 78 720  | 30 / 30 |